# Comarca Metropolitana de Jaén
La Comarca Metropolitana de Jaén es una de las 10 comarcas que integran la provincia de Jaén, España. Su cabecera, como centro administrativo, comercial y de servicios, es Jaén, capital de la provincia.
Tiene una población de 215 592 habitantes (según los datos del INE para 2024), una superficie de 1.755,56 km², y una densidad de población de 122,81 hab/km².

## Geografía
La comarca está situada en el oeste de la provincia. Limita con las siguientes comarcas:
- Al norte con las comarcas de La Campiña y Sierra Morena.
- Al sur con la comarca de la Sierra Sur.
- Al este con las comarcas de Sierra Mágina y La Loma.
- Al oeste con las comarcas de Alto Guadalquivir y Campiña Este, en la provincia de Córdoba.

La montaña más alta de la comarca es el Jabalcuz, ubicado en el término municipal de Jaén, con una altitud de 1 614 metros. El río más importante que atraviesa la comarca es el Guadalbullón, con 74 kilómetros de longitud.

### Municipios
La comarca estaba compuesta tradicionalmente por 5 municipios: Fuerte del Rey, La Guardia de Jaén, Jaén, Mancha Real y Villatorres. No obstante, el 27 de marzo de 2003, y de acuerdo con el catálogo elaborado por la Consejería de Turismo y Deporte de la Junta de Andalucía, se modificaron las comarcas de Jaén para una mejor ordenación de las mismas. Sin embargo, no debe confundirse la extensión de esta comarca con la del Área metropolitana de Jaén.
Desde la comarca de la Sierra Sur, se transfirieron los municipios de Martos (antigua capital de la comarca), Torredelcampo, Los Villares, Jamilena y Fuensanta de Martos. Todos ellos forman también del Área metropolitana de Jaén. Por su parte, desde la comarca de la Campiña se transfirieron los municipios de Torredonjimeno, Mengíbar, Porcuna, Villardompardo, Santiago de Calatrava e Higuera de Calatrava. De éstos, solo los dos primeros y Villardompardo forman parte del área metropolitana.
Así pues la actual comarca metropolitana de Jaén está formada por las siguientes localidades:
|                       | Municipio             | Superficie (km2) | Población (2024) | Densidad (hab./km2) | Ayuntamiento (2023) |
| --------------------- | --------------------- | ---------------- | ---------------- | ------------------- | ------------------- |
| Jaén                  | Jaén                  | 424,30           | 112 074          | 264,14              | PSOE                |
| Martos                | Martos                | 259,10           | 24 452           | 94,37               | PSOE                |
| Torredelcampo         | Torredelcampo         | 182              | 13 944           | 76,62               | PSOE                |
| Torredonjimeno        | Torredonjimeno        | 157,6            | 13 261           | 84,14               | PP                  |
| Mancha Real           | Mancha Real           | 97               | 11.385           | 117,37              | PP                  |
| Mengíbar              | Mengíbar              | 62               | 10 011           | 161,47              | PSOE                |
| Los Villares          | Los Villares          | 88               | 6 084            | 69,14               | PP                  |
| La Guardia de Jaén    | La Guardia de Jaén    | 38,43            | 5 218            | 135,78              | PP                  |
| Porcuna               | Porcuna               | 175,57           | 5 097            | 29,03               | Cs                  |
| Villatorres           | Villatorres           | 72,71            | 4 267            | 58,69               | PSOE                |
| Jamilena              | Jamilena              | 8,96             | 3 298            | 370,76              | PP                  |
| Fuensanta de Martos   | Fuensanta de Martos   | 53,32            | 2 990            | 56,08               | PSOE                |
| Fuerte del Rey        | Fuerte del Rey        | 34,43            | 1.342            | 38,98               | PSOE                |
| Villardompardo        | Villardompardo        | 17               | 921              | 54,18               | PP                  |
| Santiago de Calatrava | Santiago de Calatrava | 47,06            | 657              | 13,96               | PSOE                |
| Higuera de Calatrava  | Higuera de Calatrava  | 39,30            | 591              | 15,04               | AxSí                |
|                       | Total                 | 1 498,69         | 215 592          | 122,81              |                     |

## Patrimonio Histórico Andaluz
- Ver catálogo